# Фальк, Иоганн Даниэль
Иоганн Даниэль Фальк (нем. Johannes Daniel Falk; 28 октября 1768, Данциг — 14 февраля 1826, Веймар) — немецкий писатель и общественный деятель, сатирик.
Сын парикмахера. Проявив способности в школьные годы, получил стипендию городского совета Данцига для обучения теологии в Университете Галле.
Издавал «Taschenbuch für Freunde des Scherzes und der Satyre» (1797—1806).
Был широко известен как писатель-сатирик. В его «Satirische Werke» (1817, 7 т.) вошли «Der Mensch» (1795), «Die Helden» (1796), «Die heiligen Gräber zu Rom», «Die Gebete» (1796), «Satyren» (1800), «Prometheus» (1803), «Amphitryon» (1804), «Neueste Sammlung kleiner Satyren» (1804), «Grotesken, Satyren, Naivetä ten» (1806), «Ozeaniten» (1812).
Его же перу принадлежит рождественский гимн «Полный радости».
Оставил после себя воспоминания о Гёте, изданные в 1832 г. («Goethe aus nähern persönlichen Umgang dargestellt»); считается, что они не отличаются особенной достоверностью.
Потеряв в 1813 г. своих детей, Фальк посвятил остаток жизни воспитанию и поддержке сирот и основал приют, обращённый после его смерти в общественный «Falksches Institut».